# Johan Micoud
Johan Micoud (24 de juliol de 1973) és un exfutbolista francès.

## Selecció de França
Va formar part de l'equip francès a la Copa del Món de 2002. Destacà al Girondins en dues etapes.